# Pearcea hypocyrtiflora
Pearcea hypocyrtiflora är en tvåhjärtbladig växtart som först beskrevs av Joseph Dalton Hooker, och fick sitt nu gällande namn av Eduard August von Regel. Pearcea hypocyrtiflora ingår i släktet Pearcea och familjen Gesneriaceae. Inga underarter finns listade i Catalogue of Life.

## Bildgalleri

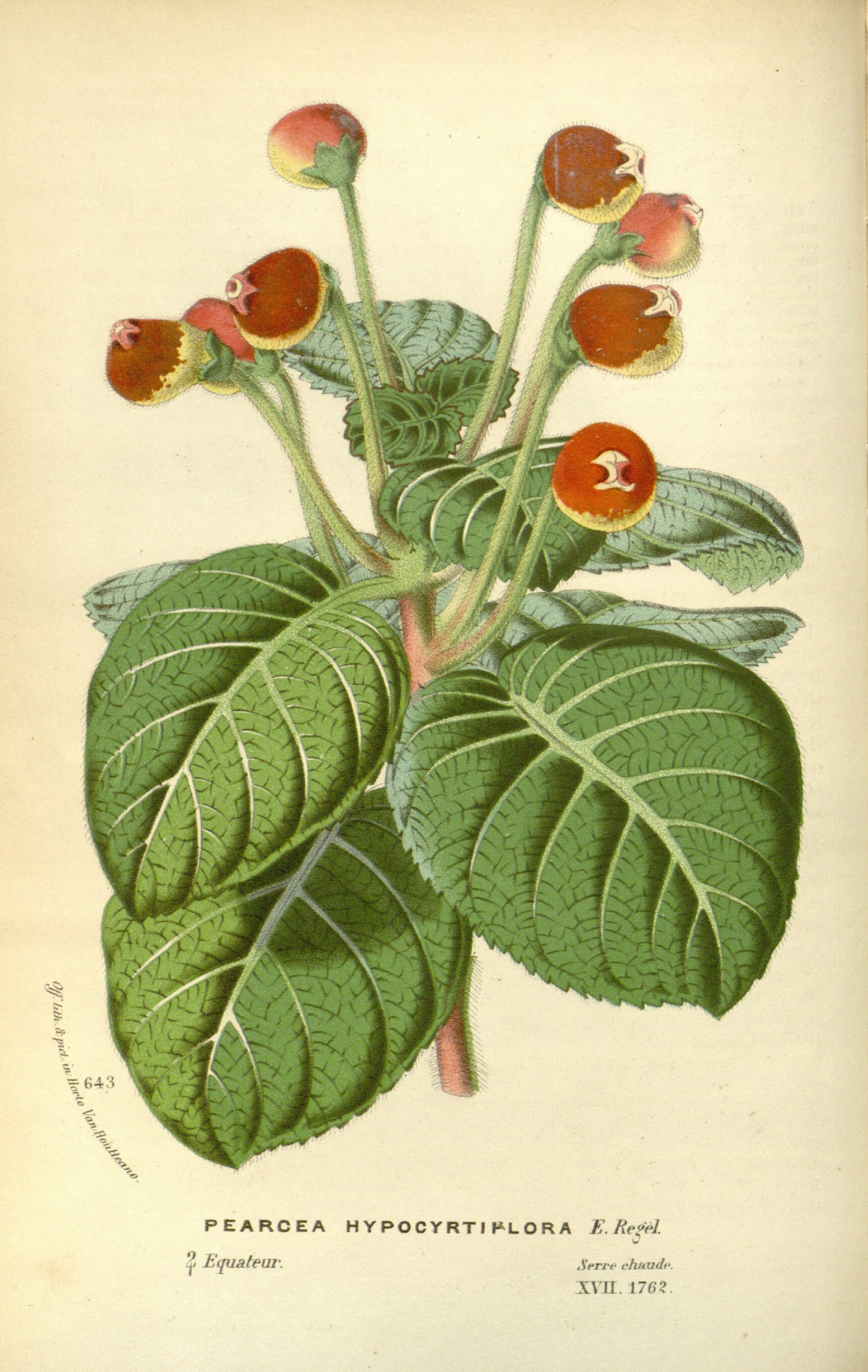